# 구글 랩스
구글 랩스(Google Labs)는 새로운 프로젝트를 테스트하고 공개적으로 시연하기 위해 구글이 만든 인큐베이터이다. 2002년 초부터 2011년 중반까지 온라인 상태였으며 2002년 8월 20일 처음으로 웨이백 머신에 의해 보관되었다.
구글은 구글 랩스를 "우리의 더 많은 모험적인 사용자들이 일부 야생적이고 미친 아이디어 중 일부의 프로토타입을 가지고 놀 수 있으면서 개발 엔지니어들에게 직접 피드백을 제공하는 놀이터"로 묘사하였다.
또, 구글은 지메일, 구글 캘린더, 구글 웨이브를 포함한 랩스 제품들을 사용자들이 테스트할 수 있는 초대 전용 모델을 사용하였으며 이들 중 다수는 자신들만의 랩스(Labs) 실험 기능과 프리뷰를 보유하였다. 랩스는 나중에 구글 캘린더로 이름이 변경되었다.

## 중단
2011년 7월, 구글은 구글 랩스의 중단을 발표하였다.